# 羅霍江卡 (庫皮揚斯克區)
49°57′48″N 37°29′50″E / 49.96333°N 37.49722°E
羅霍江卡（烏克蘭語：Рогозянка）是位於烏克蘭東部的村莊，由哈爾科夫州庫皮揚斯克區的大布尔卢克市镇負責管轄。該村始建於1875年，面積0.67平方公里，海拔高度100米，2001年人口311，人口密度每平方公里461.4人。